# Smrčná (Svatá Maří)
Smrčná je malá vesnice, část obce Svatá Maří v okrese Prachatice v Jihočeském kraji. Nachází se asi 2,5 kilometru severně od Svaté Maří. Je zde evidováno 31 adres. V roce 2011 zde trvale žilo 39 obyvatel.
Smrčná leží v katastrálním území Smrčná u Čkyně o rozloze 2,37 km².

## Historie
První písemná zmínka o vesnici pochází z roku 1381.

## Obyvatelstvo
| Rok            | 1869 | 1880 | 1890 | 1900 | 1910 | 1921 | 1930 | 1950 | 1961 | 1970 | 1980 | 1991 | 2001 | 2011 | 2021 |
| -------------- | ---- | ---- | ---- | ---- | ---- | ---- | ---- | ---- | ---- | ---- | ---- | ---- | ---- | ---- | ---- |
| Počet obyvatel | 174  | 201  | 172  | 181  | 165  | 169  | 138  | 95   | 77   | 58   | 58   | 50   | 44   | 39   | 36   |
| Počet domů     | 27   | 29   | 27   | 28   | 27   | 26   | 26   | 25   | 25   | 18   | 19   | 22   | 22   | 22   | 23   |

## Obecní správa
Při sčítání lidu v letech 1850–1920 Smrčná byla osadou obce Svatá Maří v okrese Prachatice. V letech 1921–1980 byla osadou obce Štítkov, se kterým patřila nejprve do okresu Prachatice, ale v roce 1950 v okrese Vimperk a od roku 1960 opět v okrese Prachatice. Od 1. července 1980 je opět částí obce Svatá Maří v okrese Prachatice.

## Pamětihodnosti
- Tvrz (kulturní památka ČR)
- Lípa ve Smrčné, památný strom
- Přírodní rezervace Opolenec